# 松井田町高梨子
松井田町高梨子（まついだまちたかなし）は、群馬県安中市の地名。旧碓氷郡松井田町大字高梨子にあたる地名である。郵便番号は379-0215。

## 地理
九十九川中流域に位置している。

### 河川
- 九十九川

## 歴史
戦国時代頃からある地名で、江戸時代は安中藩領だった。

### 年表
- 1889年 町村制施行により碓氷郡松井田町、臼井町、坂本町、西横野村、九十九村、細野村が成立し、碓氷郡九十九村となる
- 1954年 松井田町、臼井町、坂本町、西横野村、九十九村、細野村の6町村が合併して新たに碓氷郡松井田町高梨子となる。
- 2006年3月18日 松井田町が安中市と合併し、安中市松井田町高梨子となる。

### 地名
地名は「高無し」から生じた。「高無し」とは石高なしの意味で、安中重繁による松井田城築城の際、城下町として繁栄させるための商人を集めたことによる。
戦国時代は「高梨」と表記されていた。

## 世帯数と人口
2017年（平成29年）7月31日現在の世帯数と人口は以下の通りである。
| 町丁           | 世帯数  | 人口  |
| -------------- | ------- | ----- |
| 松井田町高梨子 | 147世帯 | 316人 |

## 教育
市立小・中学校に通う場合、学区は以下の通りとなる。
| 番地 | 小学校               | 中学校               |
| ---- | -------------------- | -------------------- |
| 全域 | 安中市立松井田小学校 | 安中市立松井田中学校 |

## 交通

### 鉄道
鉄道駅はない。

### 道路
国道と県道はない。

## 施設
- 下高梨子公民館

## 避難所
指定緊急避難場所
- 転作促進施設（上高梨子公会堂）[7]
- 高梨子公民館 (低地にあるため水害時の避難には注意が必要とされている。)

指定避難所
- 九十九地区生涯学習センター[8]